# Uruma
Uruma (うるま市 Uruma-shi?) este un municipiu din Japonia, prefectura Okinawa.